# Sint-Willibrordkerk (Casteren)
De Sint-Willibrordkerk is een kerkgebouw in Casteren in de gemeente Bladel in de Nederlandse provincie Noord-Brabant. De kerk staat aan de Kerkstraat in het dorp, aan het plein waar ook de Zandstraat op uitkomt. Achter de kerk (oostzijde) bevindt zich het kerkhof.
De kerk is gewijd aan Sint-Willibrord.

## Geschiedenis
In 1841 nam men een kerk in gebruik. Dit was een zogenaamde waterstaatskerk.
In 1845 kwam er een reliek van de heilige Elisabeth naar de kerk. Deze heilige is in de kerk aanwezig met een beeld uit 1811. In haar linkerhand draagt ze een boek met drie rozen, wat verwijst naar een legende volgens welke het brood dat zij uitdeelde aan de armen in rozen zou zijn veranderd.
Omstreeks 1905 werd deze kerk buiten gebruik gesteld en gesloopt.
In 1907 werd een nieuwe kerk gebouwd naar het ontwerp van architect Caspar Franssen, in neoromaanse stijl.
In 1935 werden twee zijbeuken aan de kerk gebouwd en werd de kerk een basiliek.

## Opbouw
Het bakstenen gebouw is opgetrokken in neoromaanse stijl en bestaat uit een westtoren, een driebeukig basilicaal schip met drie traveeën, een transept en een koor. De toren heeft vier geledingen, met in de onderste geleding een rondboogportaal, in de tweede geleding een rondboogvenster, in de derde geleding twee smalle rondboogvensters, in de vierde geleding twee keer twee gekoppelde galmgaten aan iedere zijde en gedekt door een tentdak. Onder de dakrand bevindt zich een rondboogfries. Aan de zuidzijde van de toren bevindt zich een traptoren over de onderste drie geledingen. Het middenschip wordt gesteund door drie steunberen die deels schuin uitgemetseld zijn. De rest van de kerk heeft ook gelijke rondboogfriezen onder dakrand als de toren. Het koor heeft één travee en een ronde koorsluiting.